# Cessy
Cessy es una comuna francesa situada en el departamento de Ain, de la región de Auvernia-Ródano-Alpes.

## Geografía
Cessy es situada en una meseta al lado del Jura. Está un poco apartada de la carretera nacional Ginebra - París que atraviesa la comuna en Gex. Pertenece a la aglomeración urbana de Gex.
Por ella discurren los ríos Journans y Oudar.

### Comunas cercanas
Gex, Grilly, Versonnex y Ségny.

## Historia
Cessy, proviene del vocablo latín Sissus o Sissius
A través los años, los nombres Seyssiacus, Sessiaeum, Sessier y Sessie se han ido sucediendo. 
En 1789, Cessy se convirtió en una comuna independiente de Gex

## Demografía
| 1962                                                               | 1968 | 1975 | 1982  | 1990  | 1999  | 2011  | 2018  |
| ------------------------------------------------------------------ | ---- | ---- | ----- | ----- | ----- | ----- | ----- |
| 423                                                                | 509  | 770  | 1 068 | 1 763 | 2 283 | 4 167 | 4 843 |
| Nombre retenido empezando por 1962: Población sans doubles comptes |      |      |       |       |       |       |       |

## Educación
Los tres colegios que tiene más cercanos son el Turet (público), el Jeanne d'Arc (privado) y el Collège international de Ferney-Voltaire (Colegio internacional, público).

## Ciudades hermanadas
Dahlen en Alemania, desde 1998.